# Epitaxia de Van der Waals

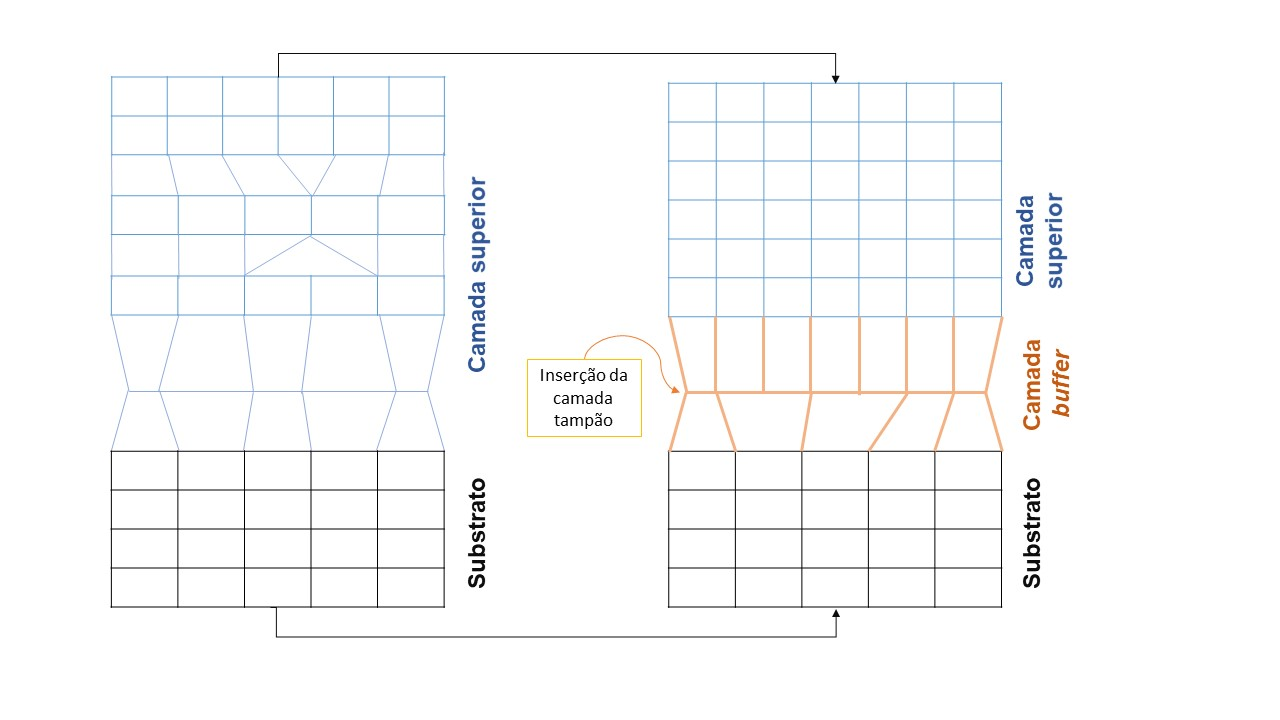
Figura 1: Ilustração da otimização da estrutura cristalina da camada epitaxial sob um substrato pela inserção da camada buffer. Adaptada de

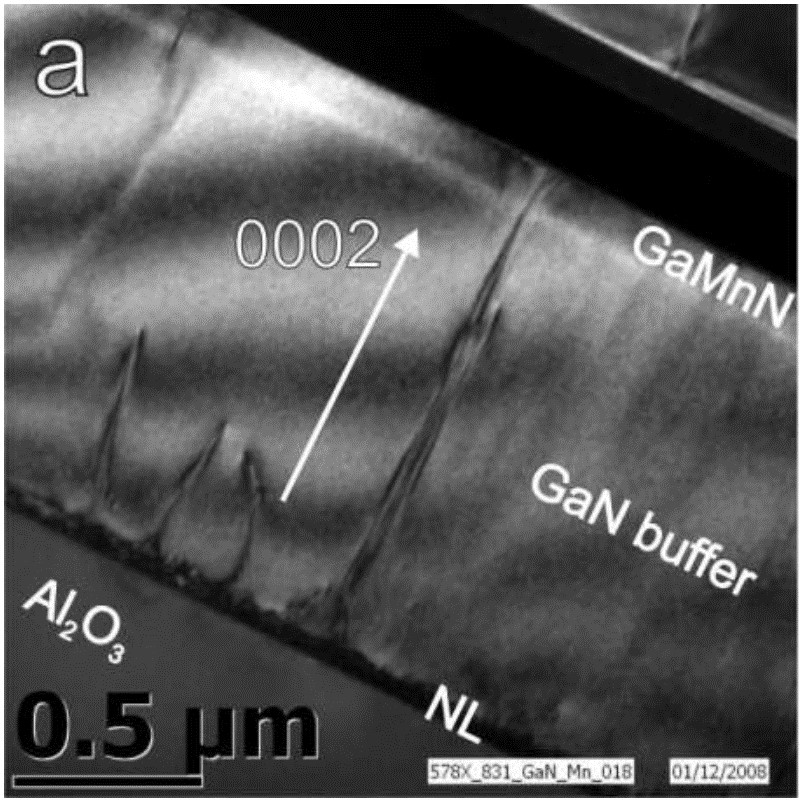
Figura 2: Micrografia da seção transversal de um filme de GaMnN, com a identificação da camada buffer de GaN. Adaptada de

A engenharia de crescimento de filmes finos de forma epitaxial contribui para a obtenção de diversos dispositivos optoeletrônicos, onde a interação interfacial entre dois materiais distintos pode ser usada para modificar as propriedades estruturais, elétricas e ópticas do material combinado e agregar características necessárias e satisfatórias para o produto. O crescimento de filmes via epitaxia já é bem aplicado, contudo, permeia a área de estudo, ainda em destaque científico, sobre o fenômeno de crescimento de filmes finos através da epitaxia por van der Waals (vdWE, do inglês Van der Waals epitaxy). Os materiais obtidos por vdWE podem ser utilizados para aplicações como efeito de campo ajustável, dispositivos eletrônicos e optoeletrônicos, sensores, fotodetectores de alta eficiência, superlubricidade, entre outros,
Nas figuras 1 e 2, a camada intermediária que interage por forças de Van der Waals com a camada da superfície do material, está identificada por camada buffer. Essa camada apresenta superfície, em sua maioria, quimicamente inerte e é frequentemente aplicada como lubrificante sólido ou como camada macia. A falta de ligações covalentes entre um material crescido por vdW e um substrato pode reduzir os requisitos necessários para o crescimento epitaxial correspondente à estrutura e a integração desses materiais nas novas tecnologias. Nesse sentido, a escolha por sistemas de materiais que oferecem grande flexibilidade na fabricação de heteroestruturas com novas propriedades de confinamento, transporte e emissão de luz, torna-se possível.

## Epitaxia
A palavra epitaxia tem origem grega, onde “epi” significa “acima” e “táxis” significa “ordem”, assim, define-se camada epitaxial por camada com superfície ordenada. O fenômeno de crescimento epitaxial refere-se ao crescimento de um material cristalino sob um substrato, onde as estruturas atômicas da camada epitaxial são dispostas de maneira ordenada, seguindo as relações cristalinas orientativas específicas do substrato.
A epitaxia pode acontecer de maneira homoepitaxial, quando ocorre o crescimento de camadas de compostos cristalinos sob substratos de mesmo material e heteroepitaxial, quando há o crescimento de camadas de compostos cristalinos sob substratos de materiais diferentes.
O crescimento epitaxial (homoepitaxial ou heteroepitaxial) permite o desenvolvimento de novas estratégias de deposição e composição de heteroestruturas, o que promove a fabricação de uma vasta gama de dispositivos miniaturizados para aplicação em eletrônicos e optoeletrônicos. Um dos principais limitadores do crescimento epitaxial nos sistemas tradicionais é a incompatibilidade de rede ou lattice mismatch, o que resulta em deformações e defeitos que restringem as combinações viáveis de materiais nessas heteroestruturas.

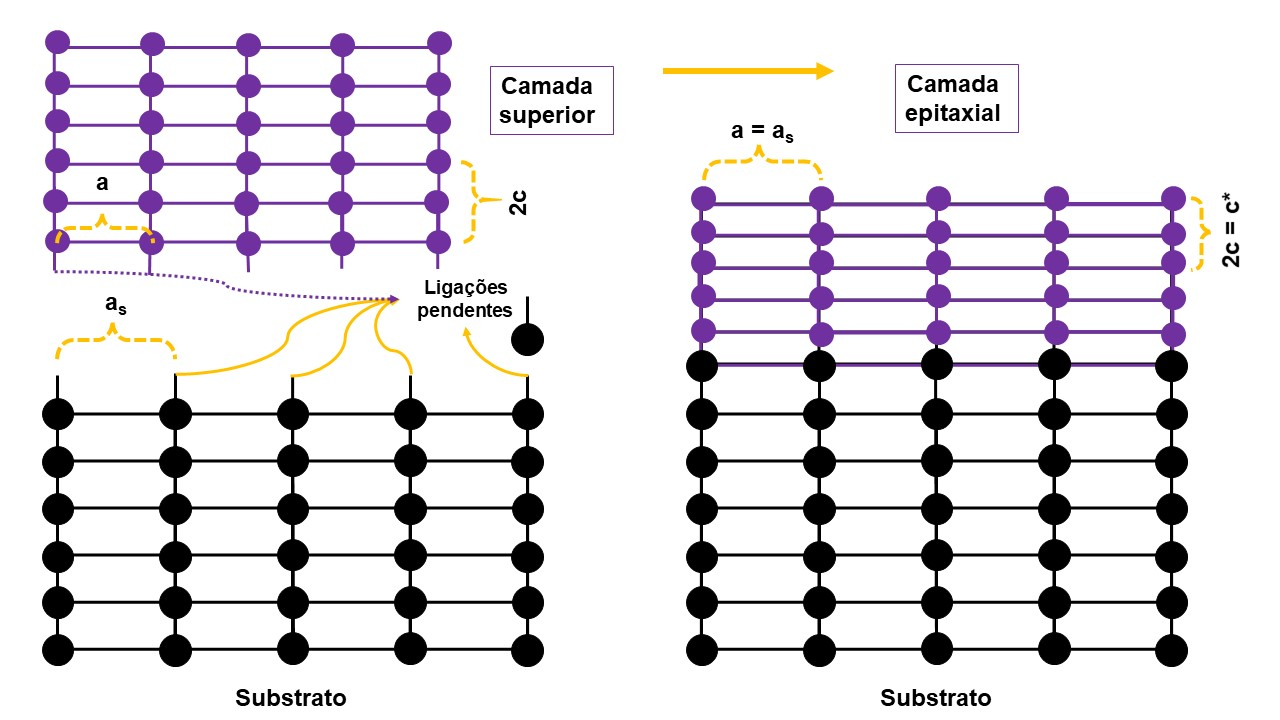
Figura 3: Ilustração de como o crescimento heteroepitaxial induz tensão no cristal de sobreposição, modificando os parâmetros da rede do bulk. Adaptada de

Em nível atômico, a epitaxia envolve ligações químicas na interface entre a camada superior e o substrato, que são formadas devido à presença de ligações pendentes na superfície da maioria dos materiais cristalinos, identificadas na figura 3. As ligações químicas na interface promovem o emparelhamento de cada átomo da camada superior com um átomo do substrato. Esse processo de emparelhamento atômico é responsável pela ordem cristalina em um crescimento epitaxial, forçando elasticamente o cristal da camada superior a manter a simetria cristalina orientativa do substrato, como pode ser visto na figura 3. Nesse sentido, a diferença de material entre a camada superior e o substrato implica na diferença em seus parâmetros de rede no plano.

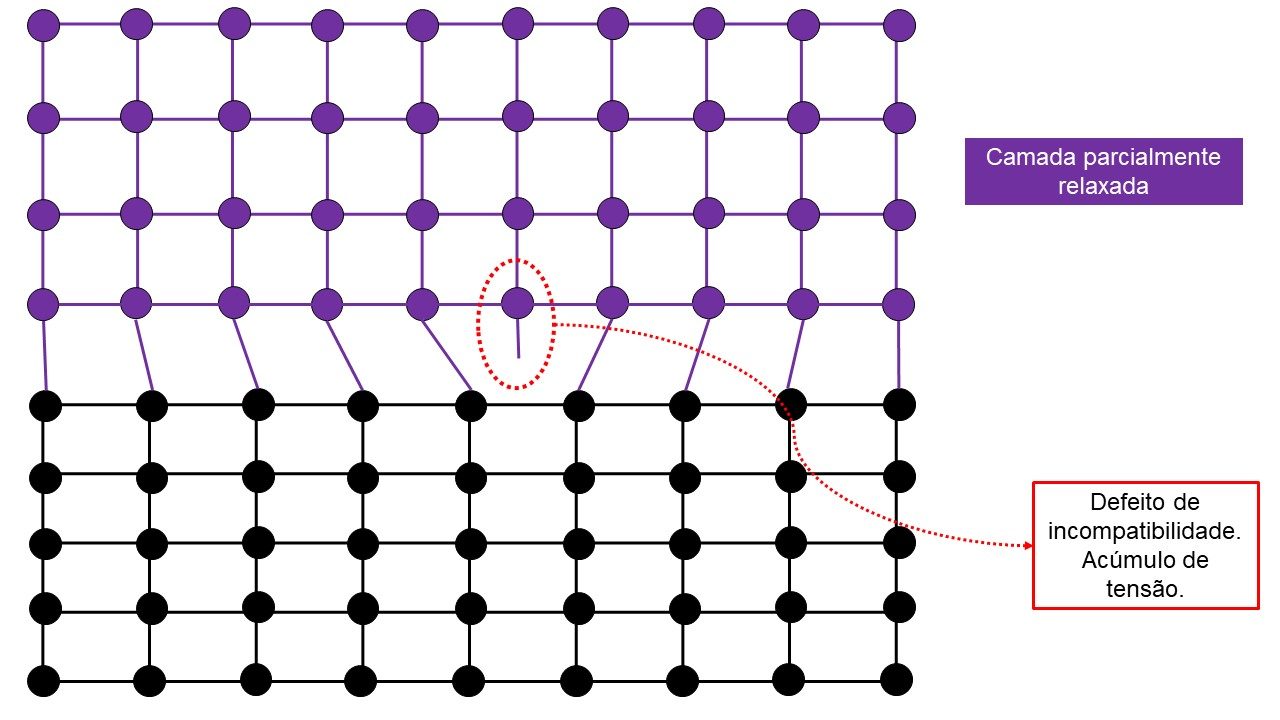
Figura 4: Esquema da nucleação de defeitos para minimizar a energia de tensão no crescimento heteroepitaxial. Adaptado de

Devido à deformação do cristal na camada superior, imposta pela incompatibilidade de estruturas, uma concentração elevada de tensão é armazenada no sistema e quando essa incompatibilidade é pequena, as primeiras camadas atômicas da camada superior podem ser tensionadas de forma coerente com o substrato, conforme figura 3.
Outro comportamento esperado pelo processo de crescimento de filmes finos por epitaxia, é o acúmulo da energia de deformação com o aumento da espessura da camada de revestimento. Segundo Frank e van der Merwe, ao exceder a espessura crítica do filme na qual o sistema não é mais apto a acomodar a tensão, é energeticamente mais viável para o sistema nuclear defeitos para relaxar de forma parcial a energia de tensão, como apresentado na figura 4, e permitir o crescimento das camadas posteriores de maneira parcial ou completamente relaxadas.
Os defeitos são prejudiciais ao desempenho de dispositivos baseados em sistemas heteroepitaxiais, principalmente em dispositivos de menor tamanho, visto que, em termos de proporção, um único defeito pode tornar-se fator de controle na performance de um dispositivo. Para minimização da nucleação de defeitos em sistemas epitaxiais, redução da limitação de combinações de estruturas e a fim de melhorar a aplicabilidade dos filmes crescidos epitaxialmente em tecnologias futuras, destaca-se a importância da técnica de crescimento de heteroestruturas por vdWE.

## Epitaxia por van der Waals (vdWE)
A epitaxia por van der Waals é uma abordagem eficaz para o crescimento de materiais 2D ou até mesmo 3D de alta qualidade sem ligações químicas fortes. Os átomos da superfície interagem com o substrato pelas forças fracas de van der Waals, consequentemente, não há necessidade de considerar a incompatibilidade da rede, promovendo o uso de diversos substratos sem ligação pendente na superfície ou superfícies de materiais facilmente clivados, ou semicondutores cujas ligações são terminadas por átomos específicos, como ilustrado na figura 5.

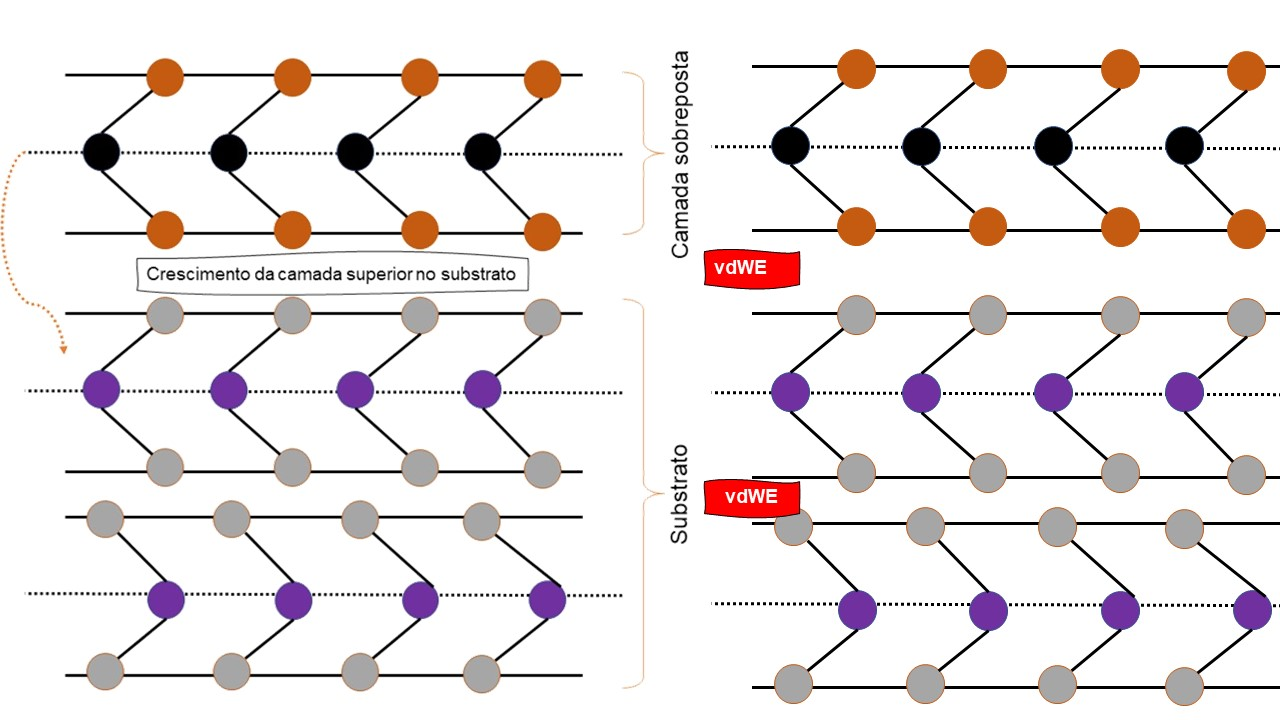
Figura 5: Diagrama esquemático do impacto da incompatibilidade da rede na vdWE não forçada de um material inerte em camadas sobre outro. Adaptado de

A grande vantagem da epitaxia por van der Waals foi demonstrada por Koma e equipe, evidenciando que um filme ultrafino com sua própria constante de rede pode ser crescido por vdWE em qualquer substrato, mesmo que esse apresente incompatibilidade de rede até 50%. Os autores alegam que uma interface abrupta com poucos defeitos também pode ser fabricada por vdWE, devido à inexistência de ligações pendentes. Nesse sentido, várias vantagens surgem com a vdWE, como a possibilidade de produzir material epitaxial bem cristalino e a ausência dos requisitos de correspondência da estrutura com o substrato.
O conceito de vdWE vem se destacando com o  aumento da pesquisa em nanotecnologia; principalmente, seguido do surgimento de estruturas 2D com espessura nano e sub nanométrica, como: grafeno, MoS2 e outros. A epitaxia por vdW também permite a produção de nanoestruturas não planares, como nano-fios e nanoflocos, que não são restringidas pela disponibilidade de substratos.
Outra peculiaridade da vdWE, está no fato de que a maioria dos substratos utilizados possui o arranjo hexagonal dos átomos da superfície, apresentando orientação preferencial ao plano (111) para substratos cúbicos e ao plano (0001) para substratos hexagonais, para coincidir com a estrutura cristalina hexagonal do material depositado e garantir o crescimento de um cristal único.
Claramente, apesar da incompatibilidade de rede entre o substrato e a camada epitaxial não ser essencial no crescimento por vdWE, sugere-se avaliar os substratos adequados para o crescimento de cristais, através da análise de sua estrutura cristalina, identificação da simetria de melhor compatibilidade em diferentes direções e planos, para entender o mecanismo de nucleação e crescimentos dos domínios. Como consequência, as interfaces fracamente ligadas por meio de forças vdW oferecem a possibilidade de crescer camadas monocristalinas, de diversos materiais, totalmente relaxadas e sem rachaduras, promovendo uma nova forma de fabricar e atender às rigorosas demandas dos dispositivos eletrônicos e optoeletrônicos.

### Breve histórico da vdWE
Em 1971, Ying considerou que a interação entre os adsorvidos gasosos da monocamada depositada e o substrato podem ser classificados em estruturas comensuráveis e incomensuráveis. Em 1984, Koma e colaboradores relataram um fenômeno semelhante à epitaxia incomensurável onde as heteroestruturas podem estar interligadas pelas forças de van der Waals, relativamente fracas, em vez das ligações químicas mais fortes, observaram que a heterointerface fracamente ligada não influencia nas primeiras camadas do cristal de sobreposição e que a nucleação de defeitos pode ser evitada mesmo com uma grande incompatibilidade de rede presente.
Após a primeira aplicação da vdWE ser apresentada por Koma e equipe, a técnica foi expandida para crescer filmes finos em substratos 3D usando a passivação para eliminar as ligações pendentes (de oscilação) da superfície, conforme relatado pelos autores em 1992. Ainda mais importante, após 2004, o interesse na epitaxia por vdW teve um crescimento significativo, quando o grafeno foi introduzido como material inerte e como filme fino para aplicações em nano-eletrônicos.
Em 2020, Wang e equipe, utilizaram o grafeno crescido como nova camada tampão para o crescimento epitaxial por van der Waals de filmes de AlN de alta qualidade. Os autores avaliaram que os filmes de AlN crescidos por vdWE sob grafeno apresentam alta qualidade cristalina e que a introdução de grafeno permite uma redução significativa na tensão do sistema heteroepitaxial (de 1.486 GPa para 0.432 GPa) e liberação das deformações biaxiais nas camadas epitaxiais de AlN. Enquanto isso, na mesma época, Zhao et al prepararam nanopartículas ultrafinas de PbTe altamente cristalino em mica por vdWE e o material apresentou potencial performance no uso como dispositivo de foto-detecção infravermelha de alto desempenho.

### Técnicas de deposição adequadas para vdWE
Várias técnicas de deposição e suas variações podem ser usadas para crescer filmes por epitaxia por vdW, entre elas, as principais são: a técnica de deposição por vapor químico (CVD, do inglês chemical vapor deposition)  utilizada para obter filmes com elevada uniformidade de crescimento e com controle preciso de espessura, como desvantagem, ela pode incluir elevados níveis de defeitos e impurezas devido ao crescimento realizado em ambiente de baixo vácuo; a técnica de deposição por laser pulsado (PLD, do inglês pulsed laser deposition)  que apresenta excelente controle da taxa de crescimento, concorrente com a formação de defeitos nos filmes produzidos; e a técnica de epitaxia por feixe molecular (MBE, do inglês molecular beam epitaxy), realizada em ambiente de ultra alto vácuo, cultiva filmes com elevadas purezas e ainda mais importante, devido a sua lenta taxa de crescimento permite controle preciso da espessura.

### Geometria dos materiais crescidos por vdWE
A figura 9 apresenta inúmeras combinações entre a camada de sobreposição e o substrato que podem ser obtidas por vdWE, são elas:
- 2D / 2D = crescimento de filme em camada sob outra camada, como ilustrado na figura 6 (a);[10]
- 2D / 3D = crescimento de filme em camada sob substrato a granel com superfície passivada adequadamente, como ilustrado na figura 6 (b);[10]
- 3D / 2D = crescimento de material a granel sob filme em camada, como ilustrado na figura 6 (c).[10]

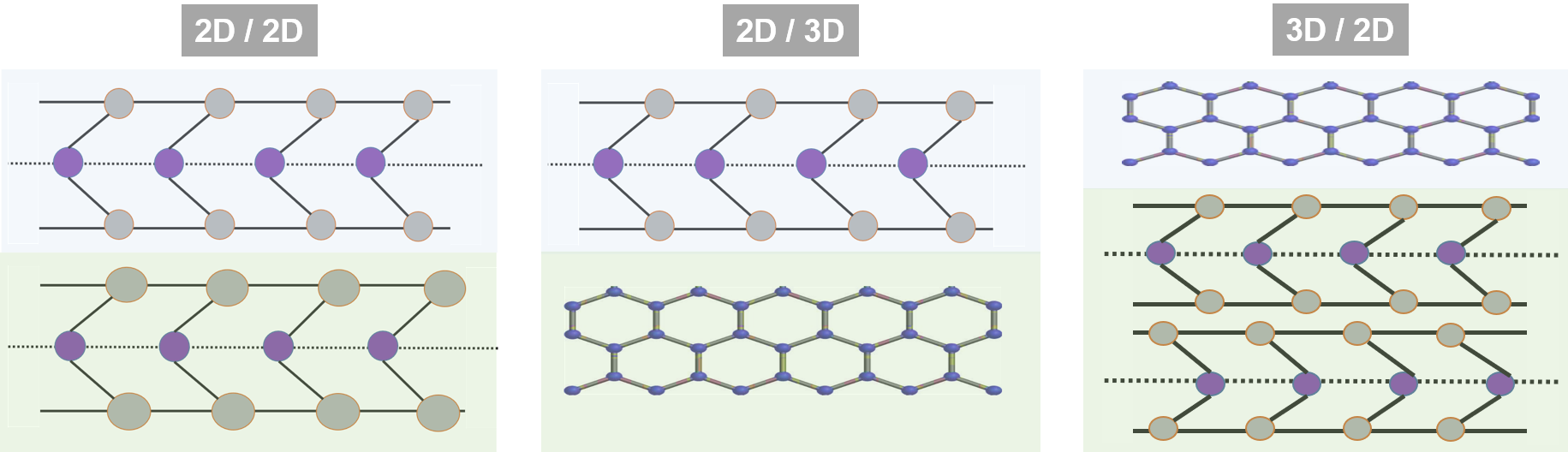
Figura 6: Ilustração de possíveis formas de sobreposição-substrato: (a) 2D / 2D, (b) 2D / 3D e (c) 3D / 2D. Adaptada de.

Pode ser visto na figura 6 que em todos as formas de crescimento está claro a ausência de ligações químicas na interface e a incomensurabilidade das constantes da rede no plano entre a camada superior e o substrato.
Recentemente, a vdWE foi aplicada no crescimento de nanoestruturas não contínuas, como nanofios, nanoflocos e nanoredes. Infere-se que embora a epitaxia por van der Waals tenha partido do desenvolvimento de estruturas planares, ela não é exclusiva nem excludente.

### Diferença entre epitaxia convencional e epitaxia por vdW
Exposto que a epitaxia convencional e a epitaxia por vdW são dois mecanismos distintos, pode-se desconsiderar a heteroepitaxia convencional quando os pontos relatados abaixo estiverem presentes em um sistema epitaxial.
- Relação cristalina orientacional consistente com o substrato mesmo em um sistema de elevada incompatibilidade de simetria;
- A camada superior com vdWE exibe valores incomensuráveis, isto é, redes incoerentes no plano da heterointerface;
- Ausência de tensão excessiva na camada de revestimento, promovendo uma camada quase completamente relaxada;
- Crescimento de compostos com grande incompatibilidade de rede e simetria cristalina diferente da do substrato (até 50%);
- Quando ligações químicas estão ausentes, a aderência de um material de sobreposição a um substrato ocorre de forma similar à fisissorção, através da formação de dipolos induzidos;
- Apropriação do substrato que possui superfícies completamente terminadas ou de materiais que tiveram suas ligações pendentes à superfície passivadas;
- Ocorrência da lacuna de van der Waals.

### Técnicas de caracterização dos materiais crescidos por vdWE
Como a vdWE é um fenômeno interfacial, as técnicas experimentais sensíveis à superfície são úteis na avaliação das características da epitaxia em uma amostra. Entretanto, o ponto principal para avaliar um crescimento epitaxial por vdW é através da verificação da ausência de ligações químicas. Além disso, espera-se que os parâmetros da rede no plano da camada superior na espessura da sub monocamada sejam semelhantes ou próximos ao valor intrínseco do bulk.
Existem várias técnicas utilizadas para avaliar essas heteroestruturas, entre elas, as técnicas mais utilizadas para avaliar esses comportamentos são: espectroscopia de perda de elétrons de baixa energia (LEELS, do inglês low-energy electron loss spectroscopy); espectroscopia de foto-emissão por raios X e ultravioleta (XPS e UPS, X-ray e ultraviolet photoemission spectroscopy, respectivamente); difração de elétrons de alta energia (RHEED, do inglês reflection high-energy electron diffraction); difração de elétrons de baixa energia (LEED, do inglês low-energy electron diffraction); microscopia eletrônica de transmissão de alta resolução (HRTEM, do inglês high resolution transmission electron microscopy); difração de elétrons da área selecionada (SAED, do inglês selected area electron diffraction); e microscopia eletrônica de transmissão de varredura (STEM, do inglês scanning transmission electron microscopy).